# Liste der Bischöfe von Patti
Die folgenden Personen waren Bischöfe des Bistums Patti auf Sizilien in Italien:

## Bischöfe von Patti und Lipari
- Johannes I. (1131–1148)
- Alessandro (1152)
- Osberno (1153–1155)
- Liberto oder Giliberto (1156–1171)
- Pietro I. (1171–1174)
- Dafferio oder Afferio (1176–1177)
- Stefan (1180–1206)
- Anselm (1208–1222)
- Giacomo I. (1223–1225)
- Pagano (1228–1233)
- Pandolfo I. (1234–1246)
- Filippo I. (1247–1248)
- Filippo II. (1250–1254)
- Matteo I. (1254)
- Bartolomeo I. Varellis (1254–1284)
- Pandolfo II. (1285–1296)
- Johannes II. (1296–1320)
- Pietro II. (1325–1342)
- Vincenzo (1342–1345)
- Pietro III. (1345–1354)
- Heiliger Pietro IV. Tommaso (1354–1359)
- Giovanni III. Graffeo (1360–1368)
- Nicolň I. (1368–1369)
- Francesco I. (1369)
- Ubertino (1372–1392)
- Johannes IV. di Aragona (1392)
- Johannes V. Taust (1395)

## Bischöfe von Patti
- Francesco II. Hermemir (1399–1400)
- Filippo III. Ferrerio o de Ferrario (1402–1407)
  - Matteo II. (1409 durch Gegenpapst Benedikt XIII. ernannt)
- Bernardo de Figueroa (1414)
- Matteo III. (1415–1431)
- Antonio I. Stabile (1431–1434)
- Giovanni VI. de Iterbartolis (1435–1436)
- Giacomo II. Porzio (1437–1449)
- Leonardo Goto (1450–1451)
- Domenico Xarach (1451)
- Corrado Caracciolo (1451–1478)
- Giovanni VII. de Cortellis (1479)
- Giovanni VIII. di Aragona (1481–1484)
- Giovanni IX. Moles (1484)
- Giacomo III. (1484)
- Giacomo IV. Antonio (1484–1494)
- Giovanni X. Marquet (1494–1499)
- Michele de Figueroa (1499–1516)
- Vincenzo Bettino (1518)
- Francesco III. Verreis (1518–1533) (auch Bischof von Urgell)
- Arnaldo Albertin (1534–1544)
- Girolamo Asmundo oder Sigismundo (1545–1547)
- Nicolň II. Vincenzo (1547)
- Bartolomeo II. Sebastian de Aroitia (1549–1568) (auch Erzbischof von Tarragona)
- Antonio Maurino Rodríguez de Pazos y Figueroa (1569–1578) (auch Bischof von Cordoba)
- Gilberto Isfar y Corillas (1578–1600)
- Bonaventura Secusio (1601–1605)
- Giovanni XI. Beltran oder Beltranni (1605)
- Juan XII.de Rada, OFM (1606–1609) (auch Erzbischof von Trani)
- Vincenzo Napoli (1609–1648)
- Ludovico Rodolfo (1649)
- Luca Cochiglia (1650–1651)
- Ludovico Alfonso De Los Cameros (1652–1658)
- Simone Rau e Requesenz (1658–1659)
- Lorenzo Schiavo oder Scavone (1660)
- Ignazio D’Amico (1662–1666)
- Carlo Tommaso (1666)
- Giovanni XIII. Antonio Geloso (1667–1669)
- Vincenzo Maffia (1671–1674)
- Giuseppe I. Castelli (1676)
- Antonio II. Bighetti (1677–1678)
- Francesco IV. Martinelli (1679–1681)
- Matteo IV. Fazio (1682–1692)
- Giuseppe II. Migliaccio (1693–1698)
- Francesco V. Girgenti (1699–1701)
- Giuseppe III. Filangeri (1702)
- Francesco VI. Giglio (1703)
- Ettore Algaria (1703–1713)
- Francesco VII. Rodriquez oder Requirez (1713)
- Giuseppe Barbara (1713)
- Pietro V. Galletti (1723–1729)
- Giacomo Bonanno (1734–1753)
- Girolamo Gravina (1754–1755)
- Carlo Mineo (1756–1771)
- Salvatore Pisano (1772–1781)
- Raimondo Moncada (1782–1813)
- Silvestro Todaro, OFMConv (1816–1821)
- Nicolò Gatto (1823–1831)
- Giuseppe Saitta (1833–1838)
- Martino Orsino (1844–1860)
- Pietro Michelangelo Celesia, OSB (1860–1871)
- Carlo Vittore Papardo (1871–1874)
- Giuseppe Maria Maragioglio, OFMCap (1875–1890)
- Giovanni Privitera (1890–1902)
- Francesco Traina (1903–1911)
- Ferdinando Fiandaca (1912–1930)
- Antonio Anastasio Rossi (1930–1931)
- Antonio Mantiero (1932–1936)
- Angelo Ficarra (1936–1957)
- Giuseppe Pullano (1957–1977)
- Carmelo Ferraro (1978–1988)
- Ignazio Zambito (1989–2017)
- Guglielmo Giombanco (seit 2017)